# Llano Grande (Veraguas)
Llano Grande è un comune (corregimiento) della Repubblica di Panama situato nel distretto di La Mesa, provincia di Veraguas. Si estende su una superficie di 58 km² e conta una popolazione di 815 abitanti (censimento 2010).